# XS4ALL
XS4ALL (uit te spreken als het Engelse access for all, 'toegang voor iedereen') is een Nederlandse internetprovider (ISP), actief als BV van 1993 tot 2020 en daarna als afdeling van KPN. Het bedrijf was bekend vanwege het ontstaan vanuit de hacker-scene, vanwege activisme op het gebied van vrijheid van meningsuiting, privacy en andere maatschappelijke thema's, en vanwege de goede service en betrouwbaarheid van de diensten die het bedrijf aanbiedt. XS4ALL werd in Amsterdam opgericht door Felipe Rodriquez, Rop Gonggrijp, Paul Jongsma en Cor Bosman.

## Geschiedenis
In 1993 besloot de Nederlandse hackerorganisatie Hack-Tic internettoegang aan te bieden als een experiment onder de naam XS4ALL. Het experiment bleek populairder dan aanvankelijk gedacht: men had gehoopt op 500 klanten per jaar. In plaats daarvan stond de teller al na een dag op 500 klanten. Daarop werd besloten op professionele basis internettoegang aan te bieden als eigen bedrijf, onafhankelijk van Hack-Tic. XS4ALL was de tweede ISP voor particulieren in Nederland; de eerste was HCC!hobbynet. Ook CompuServe was al enkele jaren actief in Nederland, in eerste instantie met een mailsysteem gekoppeld aan het internet, later ook als internetprovider. In 1998 kocht KPN XS4ALL voor 120 miljoen gulden.
Van 1998 tot 2020 was XS4ALL een zelfstandige dochteronderneming van KPN. In de publiciteit tracht XS4ALL zijn imago, dat wordt gekenschetst met de termen 'karakteristiek' en 'eigenwijs', te behouden. In 2004 nam XS4ALL concurrent Cistron over, een jaar later gevolgd door een overname van alle 35.000 ADSL- en inbelabonnees van HCCnet, de internetprovider voor HCC-leden. In 2006 werden alle 70.000 Nederlandse abonnees van Demon Internet overgenomen.

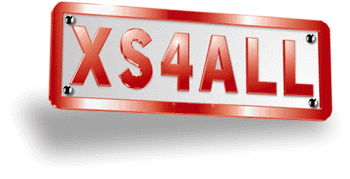
xs4all.be

XS4ALL had tevens een Belgisch dochterbedrijf, XS4ALL Internet NV Belgium. Het werd opgericht in januari 1997 door enerzijds XS4ALL Internet en anderzijds Frans Gerbosch en was gevestigd te Gent. XS4ALL Internet NV Belgium startte begin 1997 met de overname van de klanten van Hookon vzw. In tegenstelling tot in Nederland richtte men zich in België vooral op de KMO/KMB-markt. Deze ging op 20 juli 2001 als zelfstandige onderneming verder; op 7 maart 2005 werd de naam veranderd in Evonet Belgium NV en verhuisde naar Merelbeke.

## Opheffing
Op 10 januari 2019 maakte KPN bekend te gaan stoppen met de merknaam XS4ALL en alle diensten daarvan onder het KPN-merk te gaan aanbieden. Deze aankondiging van KPN leidde onder abonnees van XS4ALL tot beroering. Om KPN te bewegen het besluit te herroepen, werd een petitie gestart, met als boodschap aan KPN dat veel abonnees van XS4ALL geen klant van KPN zouden blijven als het merk XS4ALL zou komen te verdwijnen. Volgens Het Parool was een kwart voornemens van provider te wisselen.
Tijdens de aandeelhoudersvergadering van KPN bleek echter dat laatstgenoemde bereid is te kijken naar alternatieven. Daarmee bleek er een kans dat XS4ALL mogelijk tóch voort zou bestaan. Een projectgroep van KPN en XS4ALL zou naar deze alternatieven kijken. De Ondernemingsraad van XS4ALL dreigde met een rechtsgang omdat hij niet geconsulteerd was over de opheffing van het merk: de dochteronderneming is binnen het KPN-concern zelfstandig.
Later in 2019 maakte KPN bekend de opheffing van het merk en de integratie van XS4ALL als bedrijf in KPN per 1 augustus te willen doorzetten en stuurde voor dit voorgenomen besluit een adviesaanvraag naar de Ondernemingsraad van XS4ALL. Die adviseerde negatief, bleek uit diverse nieuwsbronnen. De ondernemingsraad dreigde naar de Ondernemingskamer te stappen en gebruik te maken van het enquêterecht. Dit is een bijzondere juridische situatie, omdat een Ondernemingsraad in Nederland niet bevoegd is om een enquête uit te lokken, behalve wanneer de statuten van de rechtspersoon deze bevoegdheid toekennen. Deze statutaire bevoegdheid is er gekomen toen de aandelen in de BV XS4ALL door KPN werden overgenomen en kan worden gezien als een beschermingsmaatregel.
In november 2019 is, na een crowdfundingsactie die 2,5 miljoen euro opbracht, het bedrijf Freedom Internet in het leven geroepen, dat zich als geestelijk opvolger van XS4ALL presenteert. Deze nieuwe internetprovider bood in eerste instantie alleen betaalde e-mail hosting en domeinregistratie aan voor 'Founding Members'. Vanaf mei 2020 zijn ze ook van start gegaan met het aanbieden van internetabonnementen en later ook televisie- en telefoniepakketten.

## Behoud merknaam voor bestaande klanten, integratie in KPN
In december 2019 besloot de ondernemingskamer dat XS4ALL geïntegreerd mocht worden in KPN, hetgeen op 1 maart 2020 geëffectueerd is: sindsdien zijn de helpdesk en klantenservice van XS4ALL een afdeling binnen de BV KPN. Het merk blijft bestaan voor bestaande klanten, maar de techniek wordt samengevoegd met die van KPN. Onderdeel van de integratie van XS4ALL is onder meer het onderbrengen van de XS4ALL-propositie in KPN als een premium segment. In een herziening van de één-merk-strategie is ook besloten dat de leiding over de nieuwe Techdesk van KPN (later KPN Service Plus) genomen wordt door de voormalige XS4ALL-helpdesk. Ook een aantal features van XS4ALL worden opgenomen in dit segment van KPN, zoals de keuze voor een FRITZ!Box modem, een vast IP-adres en extra antiviruslicenties. Ook stelt KPN bij monde van de in 2019 aangetreden CEO Joost Farwerck dat XS4ALL zich mag blijven uitspreken over maatschappelijke zaken, al wordt de kans klein geacht dat dit nog zal voorkomen. Sinds de opheffing van XS4ALL als onderneming is er namelijk geen publieke actie of lobby meer geweest in het kader van privacy, online veiligheid of andere digitale burgerzaken.
In het eerste semester van 2022 worden abonnementen van bestaande klanten gefaseerd omgezet naar de techniek van KPN. Door de omzetting komen een reeks functies te vervallen, zoals IPv4 subnet, poortbeveiliging, hostnames, de softwarelicenties van F-Secure Safe en XS4ALL Key, de NTP-, shell- en pingserver en mogelijkheden bij het gebruik van e-mail en bellen. Door de omzetting zijn bestaande klanten officieel contract-vrij.
Sinds deze veranderingen bestaat vooralsnog XS4All vooral voor zijn bestaande klanten. Nieuwe klanten worden (vooralsnog) opgenomen bij KPN zelf. KPN stereeft er naar de koppositie op gebied van kwaliteit over te nemen. Klanttevredenheidscijfers zijn bij KPN beter geworden en ze scoren ook goed bij de jaarlijkse onderzoeken van de consumentenbond. Maar er is nog steeds een groot verschil met de klanttevredenheid van XS4All (NPS van XS4All is 36 - 42 en van KPN 12- 16). 
Inmiddels is bij KPN ook de huur van een Fritz!Box mogelijk en krijgt iedereen licenties van het F-secure antiviruspakket. De laatste jaren heeft KPN ook flink geïnvesteerd in een cybersecurity centrum, haar privacy regels aangescherpt en acties op touw gezet voor een beter en veiliger internet. Meest bekende actie was middels een hit die zangeres Meau scoorde met een lied over online sexting en shaming onder jongeren. In alle bescheidenheid zijn er ook 'sociale' projecten die bijvoorbeeld iets doen aan eenzaamheid onder ouderen. Kortom, voor een deel is de KPN beïnvloed voor wat wel eens de "Yellow spirit" van XS4All wordt genoemd.

## Maatschappelijk beleid
XS4ALL nam – toen ze nog een bv waren – openlijk standpunten in over politieke zaken die met internet te maken hebben. Het bedrijf voerde regelmatig acties, o.a. tegen het aftappen van internetverkeer door de overheid en dataretentie. Het bedrijf reikte samen met advocatenkantoor Brinkhof jaarlijks de Internet Scriptieprijs uit, voor de beste juridische Masterscriptie over internet en recht.

### Rechtszaken
XS4ALL heeft spammers voor de rechter gedaagd en rechtszaken gevoerd of doorgezet om jurisprudentie te creëren, maar is ook zelf aangeklaagd. Beroemd is ook de zaak Scientology tegen Karin Spaink, waarin XS4ALL werd gedaagd wegens het niet willen verwijderen van documenten van de homepage van een gebruiker. Dit speelde tussen 1995 en 2005.
Ook de Duitse overheid nam het op tegen XS4ALL, echter nu door de Duitse internetproviders op te dragen XS4ALL te blokkeren. Een gebruiker had op zijn persoonlijke site een publicatie van het tijdschrift radikal gezet over hoe het transport van kernafval per trein vertraagd kon worden. Radikal was in Duitsland verboden. De vraag van XS4ALL aan de Bundesanwaltschaft (het openbaar ministerie) om via rechtspraak verwijdering te vragen, leverde niets op. Op 11 april 1997 begon de ISP voor de universiteiten de IP-filteringblokkade. Door hevige protesten, mirrors en posting van de publicatie in de nieuwsgroep de.soc.zensur was de blokkade al snel zinloos en werd deze opgeheven. De oprichters werden ondervraagd op verdenking van het verspreiden van terroristische propaganda, maar niet aangeklaagd. De blokkade werd later opnieuw opgelegd, maar nu had XS4ALL technieken geïmplementeerd om de blokkade te saboteren, zoals wisselende IP-adressen voor de website. Daarop zijn alle IP-adressen van XS4ALL geblokkeerd. Ook mailverkeer van of naar Duitsland was niet meer mogelijk. Er kwamen protesten vanuit de hele wereld en de aandacht die het kreeg, maakte het voor Duitsers juist gemakkelijker de publicatie te downloaden, een effect dat later bekend werd als het streisandeffect. Na enkele weken werd de blokkade dan ook opgeheven.

### BREIN en XS4ALL
Op 19 juli 2010 diende voor de rechtbank van Den Haag een kort geding, waarbij Stichting BREIN in een proefproces als eiseres optrad tegen internetprovider Ziggo BV. De eis bestond erin dat Ziggo de downloadsite The Pirate Bay – die niet bij Ziggo maar bij een buitenlandse provider werd gehost – moest blokkeren. BREIN beschouwde Ziggo als tussenpersoon om de diensten aan te bieden aan derden en op die manier inbreuk te maken op het auteursrecht. Daarom werd naast DNS-blocking ook IP-blocking voorgesteld. XS4ALL, heeft zich in de zaak gevoegd. Dat houdt in dat XS4ALL bij de rechtbank heeft aangegeven dat de zaak ook voor XS4ALL van belang was en dat XS4ALL daarom ook in de zaak gehoord wilde worden. Tijdens de zitting konden daarom zowel de advocaten van XS4ALL als die van Ziggo verweer voeren tegen de eis van BREIN.
In het vonnis volgde de rechter de zienswijze van BREIN niet, zodat Ziggo The Pirate Bay niet hoefde te blokkeren. De rechter overwoog, dat slechts een deel van de klanten van Ziggo de website van The Pirate Bay gebruikt om digitaal materiaal te downloaden, dus het ging te ver om de site ontoegankelijk maken voor alle klanten van Ziggo. BREIN moest optreden tegen dat deel van de klanten en niet tegen alle klanten van Ziggo. In België werd een maand daarvoor met BAF vs. Telenet/Belgacom een gelijkaardig proces gevoerd waar de auteursvereniging evenmin gelijk kreeg. BREIN is in beroep gegaan tegen de uitspraak in kort geding.
In januari 2012 is de zaak behandeld in een bodemprocedure. Daarbij werd XS4ALL door BREIN gedagvaard, ze trad dus niet meer op als gevoegde partij. De rechter gelastte, dat Ziggo en XS4ALL toegang tot The Pirate Bay moesten blokkeren. Hiertegen werd door Ziggo en XS4ALL beroep aangetekend.
Het hoger beroep diende op 19 september 2013. Op 28 januari 2014 heeft het gerechtshof in Den Haag geoordeeld dat een blokkade van The Pirate Bay niet effectief is en heeft het bevel tot blokkade zodoende afgewezen, op de grond dat niet aan het evenredigheidsvereiste is voldaan. De blokkade, die sinds 1 februari 2012 actief was, is daarop direct door XS4ALL ongedaan gemaakt.
Hierop ging stichting BREIN in beroep bij de Hoge Raad. In afwachting van de uitspraak moesten de providers de website alsnog blokkeren. Op 16 maart 2018 adviseerde de advocaat-generaal de Hoge Raad om de zaak over te laten doen.

### Publicaties
In september 2005 begon XS4ALL, in samenwerking met uitgeverij Nijgh & Van Ditmar, met de publicatie van een reeks uitgaven over de toekomst van internet, getiteld The Next Ten Years, onder hoofdredactie van Karin Spaink. In november 2006 opende directeur Marion Koopman een opinieweblog op de website van XS4ALL waarop medewerkers van het bedrijf en gastschrijvers artikelen konden publiceren over de maatschappelijke gevolgen van internet en andere technologische ontwikkelingen. XS4ALL bracht ook digitale publicaties uit waarin het opiniemakers en deskundigen aan het woord liet over de toekomst van internet.

### Sponsoring
In 1996 werd het radiostation B92 uit Belgrado uit de lucht gehaald door het regime van de toenmalige Federale Republiek Joegoslavië. Het uitzenden kon doorgaan via een door XS4ALL gesponsorde stream. Deze stream werd opgepakt door de Amerikaanse staatszender Voice of America. Dit laatstgenoemde station zorgde alsnog voor dekking over de ether in Joegoslavië.
XS4ALL sponsorde een aantal projecten in natura, waaronder Debian GNU/Linux, Blender, Python en Vrijschrift.org. Na de landelijke ATM-storing in het KPN-netwerk in 2008 bood XS4ALL zijn abonnees een vergoeding aan. Deze vergoeding kon ook geschonken worden aan Amnesty International, EDRI of Press Now.

## Diensten
De provider bood telefonie en televisieabonnementen en internettoegang via ADSL, VDSL, glasvezel en mobiel internet via 4G en wifihotspots van KPN. XS4ALL positioneerde zich als een maatschappelijk bewust, innovatief bedrijf met de nadruk op veiligheid en privacy. Elke abonnee kon vanaf medio 2016 gratis gebruikmaken van vijf licenties voor softwarepakketten en virusscanners van F-Secure. De duurdere abonnementen bevatten bovendien extra's, zoals gratis mobiel internet.